# 中药注射剂
中药注射剂（英語：traditional Chinese medicine injections, TCMIs）是指经由饮片提取、纯化制成的，专供注射使用的溶液、乳状液、粉末或浓缩液制剂。中药注射剂是中医理论与现代制药技术的结合。与传统中药剂型（如丸剂、散剂、膏剂等）相比，中药注射剂突破了中药传统的给药方式，具有生物利用度高、疗效确切、作用迅速的特点，因此在临床治疗急、重症疾病上有广泛应用。在临床应用中，中药注射剂主要用于心脑血管疾病、抗肿瘤、清热解毒等方面，尤其以心脑血管类疾病治疗中的应用较多。然而，中药注射剂也因为安全问题、不合理使用等引发过多次社会争议，相比2016年高点，其在全国医院全终端市场规模断崖式下跌。党中央、国务院与下属国家药监局为确保中药注射剂的安全性和有效性，建立有效的质量控制方法，持续出台、更新一系列提升中药注射剂质量的政策法规。

## 历史

### 研发
与传统的丸剂、散剂、汤剂等相比，中药注射剂出现相对较晚。1930年代抗日战争期间，为了解决医疗资源匮乏、传统中药疗效又有限的问题，太行山根据地进行了中药注射剂的开发。1941年初，柴胡注射剂由太行山区八路军一二九师卫生部研制成功，标志着中药注射剂的诞生和用于临床。到1954年12月，柴胡注射剂被武汉制药厂重新鉴定后投入生产并上市，成为了中国第一个工业化生产的中药注射剂产品。此后，中药注射剂开始快速发展。上世纪50年代中期到60年代初，上海等地研制出“茵栀黄注射液”、“板蓝根注射液”等20余个品种的中药注射剂。到20世纪80年代时，中药注射剂研制品种达到了1400种左右。

### 政策法规与监管
此后的1980年代开始，监管部门制定了一系列法规和药品标准，加强中药注射剂的管理。然而由于早期对中药注射剂的研究非常有限，中药注射剂安全问题同时开始逐渐浮现。其中，鱼腥草注射液、刺五加注射液等中药注射剂的严重不良反应，引发了人们对中药注射剂安全性的担忧。为改善这一情况，食药监局、中共中央、国务院等监管部门与立法机构相继出台了一系列提升中药注射剂质量的政策法规，要求更严格的注射剂审批和对现有品种展开安全性再评价。
2022年，莲必治注射液被要求退市，成为了首个因未通过上市后评价而退市的中药注射剂。2025年，炎琥宁注射液被要求新增黑框警告，明确标注“严重过敏反应可致死亡”，并禁止6岁及以下儿童使用。
| 年份           | 事件                                                                                   | 说明                                                                                             |
| -------------- | -------------------------------------------------------------------------------------- | ------------------------------------------------------------------------------------------------ |
| 1941年         | 柴胡注射液研制完成                                                                     | 中药注射剂的诞生                                                                                 |
| 1954年         | 武汉制药厂生产的柴胡注射液上市                                                         | 中药注射剂的第一次工业化生产                                                                     |
| 1960–1980 年代 | 中药注射剂大量增加                                                                     | 20世纪80年代，中药注射剂产品达1400种                                                             |
| 1990           | 双黄连粉针剂研制成功，并开始工业化生产                                                 | 第一个中药粉针剂                                                                                 |
| 2006           | 鱼腥草注射液被紧急暂停临床使用                                                         | 鱼腥草注射液在2006年至2008年期间，共引发2282起不良反应，其中过敏性休克致死亡22例                 |
| 2007           | 食药监局发布《中药、天然药物注射剂基本技术要求》                                       | 对安全性、有效性、必要性进行了规定                                                               |
| 2009           | 食药监局发布《关于开展中药注射剂安全性再评价工作的通知》                               | 首次提出中药注射剂安全性再评价                                                                   |
| 2010           | 提出规范和指导中药注射剂安全性再评价的七个技术原则                                     | 包括生产工艺、质量控制、非临床研究、临床研究、企业风险控制能力、风险效益评价、风险管理等多个方面 |
| 2017           | 中共中央办公厅、国务院办公厅印发《关于深化审评审批制度改革鼓励药品医疗器械创新的意见》 | 严格注射剂审批；进行注射的重新评估                                                               |
| 2020           | 《新型冠状病毒感染的肺炎诊疗方案》中，收录了部分中药注射剂                             | 主要用于治疗重型、危重型患者                                                                     |
| 2022           | 莲必治注射液退出市场                                                                   | 首个因未通过上市后评价退市的中药注射剂                                                           |

## 现状
目前在中国，中药注射剂按照中药进行管理，因而其批准文号开头为“国药准字Z”，而化学药物的批准文号为“国药准字H”。截至2022年7月6日，国家药品监督管理局的数据显示，中国已批准128种中药注射剂的872个批准文号，涉及196家生产企业，其中香丹注射液和鱼腥草注射液两个品种批准文号数量最多，有超过90个。
相比其他中药剂型，中药注射剂在中药市场曾占据了较大份额，但据华经情报网，中药注射剂总市场从2016年至2022年连年快速萎缩。据2018年的估计，中药注射剂约占医院中药总销售额的三分之一。2009年，全国中药注射剂年销售额超过200亿元，年使用量超过4亿人次；据摩熵医药数据显示，近年来中药注射剂全国医院全终端市场规模断崖式下跌，从2015年的831.3亿元缩水至2023年的479.8亿元，市场缩水近50%，2025年开年，A股5家药企拉响退市警报，其中龙津药业（沪市：002750.SZ；简称：*ST龙津）、大理药业（沪市：603963.SH；简称：*ST大药）与中药注射剂的萎缩密切相关；另据新康界报道，2023年中药注射剂销售额增长至超过500亿元，由COVID-19疫情导致呼吸类注射剂需求大涨。
在已获准上市的中药注射剂中，有8种被列入了《国家基本药物目录（2018年版）》；在《国家基本医疗保险药品目录（2021年版）》中，包含了47个中药注射剂品种，几乎全部限在二级以上医院使用。 此外，在COVID-19疫情期间，中药注射剂也被用于治疗。在《新型冠状病毒感染诊疗方案》第十版中，推荐了多达8种中药注射剂，用于治疗重型或危重型患者。
| 排序 | 药品名称       | 批准文号数量 |
| ---- | -------------- | ------------ |
| 1    | 香丹注射液     | 98           |
| 2    | 鱼腥草注射液   | 91           |
| 3    | 柴胡注射液     | 66           |
| 4    | 丹参注射液     | 62           |
| 5    | 血塞通注射剂   | 43           |
| 6    | 板蓝根注射液   | 36           |
| 7    | 参麦注射液     | 33           |
| 8    | 红花注射液     | 28           |
| 9    | 灯盏花素注射剂 | 25           |
| 10   | 黄芪注射液     | 25           |
| 11   | 生脉注射液     | 25           |
| 12   | 清开灵注射液   | 21           |
| 13   | 穿心莲注射液   | 16           |
| 14   | 鹿茸精注射液   | 15           |
| 15   | 舒血宁注射液   | 13           |

## 分类
根据分散系统的不同，中药注射剂又可细分为溶液、无菌粉末、混悬液和乳状液四类。而按治疗作用，则可将中药注射剂分为清热解毒类（主要用于治疗细菌和病毒感染）、活血化瘀类（主要用于治疗心脑血管疾病）、抗肿瘤类（主要用于辅助治疗癌症，减少放化疗的毒性，增强作用）和祛风止痛类（主要用于治疗类风湿性关节炎）等四大类。在上述四大类以外，还有部分中药注射剂用于治疗其他疾病，如皮肤病、乳腺增生、三叉神经痛、坐骨神经痛、前列腺增生、结核和痔疮等。

## 工艺
作为注射剂制备原材料的中药材种类繁多、成分复杂，因此制备注射剂的步骤也与化学药品不同。一般而言，需要先将饮片制备成中药原液或提取物，再配置成小容量注射液或冻干成粉针剂。从饮片配制原液的过程可以分为提取、浓缩、沉淀、纯化等多步工艺，而之后注射剂的制备则又需要配液、过滤、灌装、灭菌，再视具体剂型进行检漏、灯检或冻干等工序。
视中药材本身的特点不同，从药材获得提取物的方式也有区别。例如在生脉注射液中，人参通过乙醇回流提取浸膏，五味子通过水蒸气蒸馏提取，麦冬则需要先浓缩水煎液再用乙醇萃取，获得三种提取物后，再以五味子蒸馏液溶解其余两浸提物配制成注射剂。

## 不良反应

### 概况
随着中药注射剂在临床上的广泛应用，不良反应的报道与日俱增，以至于中药注射剂整体备受质疑。有总结认为，中药注射剂的不良反应具有多发性、普遍性、不可预知性、发病部位多样性的特点。
在临床实践中，中药注射剂的不良反应主要可分为热原反应、过敏反应和类过敏反应三类。其中，类过敏反应的发生率最高，而引起不良反应的主要因素通常被认为是中药注射剂中存在的生物大分子、内毒素、热原等有害杂质。
2012年至2022年期间，中药引起的不良反应报告占总报告的比例稳定，但中药注射剂的不良反应报告比例却有较大波动。2012年至2017年，中药注射剂的不良反应报告均占所有中药相关不良反应报告的比例超过一半。但2017年以来，中药注射剂不良反应比例逐年显著下降，至2021年，这一比例已降至27.5%。这一变化可能与2017年以来实施的严格监管和限制使用的措施有关。

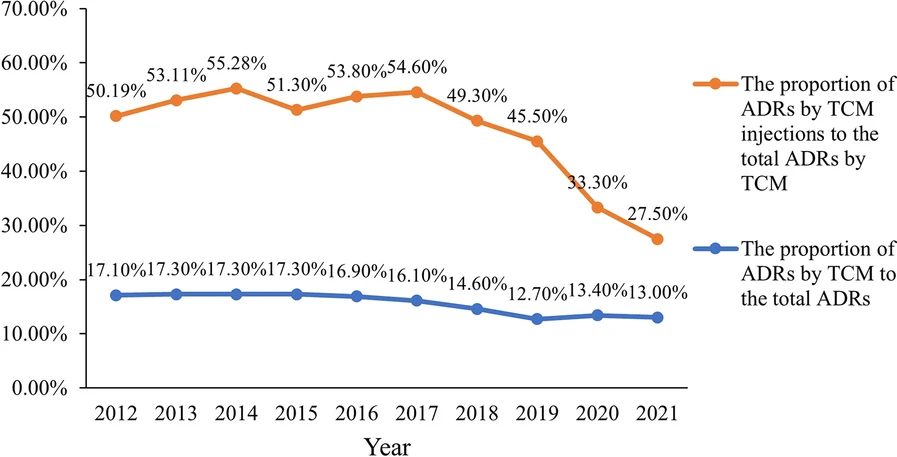
2012 - 2021年，中药注射剂不良反应报告数量变化趋势（蓝色点线：中药引起的不良反应占总不良反应报告的比例；黄色点线：中药注射剂引起的不良反应占中药引起不良反应的比例）

### 严重不良反应事件
《药品不良反应信息通报》是国家药品不良反应监测中心不定期发布的公报，用以向药品生产企业、医务工作者及公众提示新的、严重的药品不良反应。自2001年发行第一期，至2020年第77期以来，共包含了10种中药注射剂的12条不良反应信息（双黄连注射液、清开灵注射液各有两次通报），列举如下表。
| 年份 | 期 | 药品名       | 不良反应报告（起） | 严重不良反应报告（起）         |
| ---- | -- | ------------ | ------------------ | ------------------------------ |
| 2001 | 1  | 双黄连注射液 | 28                 | 未提及                         |
| 2001 | 1  | 清开灵注射液 | 41                 | 未提及                         |
| 2002 | 3  | 参麦注射液   | 未提及             | 17                             |
| 2003 | 4  | 鱼腥草注射液 | 272                | 未提及                         |
| 2005 | 8  | 莲必治注射液 | 50                 | 未提及                         |
| 2009 | 21 | 清开灵注射剂 | 未提及             | 未提及（提到存在死亡病例报告） |
| 2009 | 22 | 双黄连注射剂 | 未提及             | 未提及（提到存在死亡病例报告） |
| 2012 | 44 | 生脉注射液   | 未提及             | 508                            |
| 2012 | 45 | 香丹注射液   | 2413               | 180                            |
| 2012 | 48 | 脉络宁注射液 | 1500               | 189                            |
| 2012 | 48 | 喜炎平注射液 | 1476               | 49                             |
| 2013 | 52 | 红花注射液   | 3306               | 154                            |

除了上述通报之外，还有多起中药注射剂严重不良反应事件曾引发公众较大关注。2006年6月，鱼腥草注射液等7个含鱼腥草或新鱼腥草素钠的注射剂，因多起严重不良反应被暂停销售使用。据统计，鱼腥草注射液在2006年至2008年期间，共引发2282起不良反应，其中过敏性休克致死亡22例。
2008年，发生了“刺五加事件”和“茵栀黄事件”两起事件。10月6日，云南省红河州有6名患者使用黑龙江完达山制药厂生产的刺五加注射液后出现严重不良反应，其中3例患者死亡。调查认为，事件是由药品销售环节受到污染所致，主犯因此被判处七年有期徒刑。同月，从10月2日至11日，陕西省志丹县人民医院有4名新生儿在使用山西太行药业生产的茵栀黄注射液后出现不良反应，导致一名出生仅9天的婴儿不幸离世。此后的2016年8月，食药监局下令要求修订说明书，明确禁止新生儿、婴幼儿使用茵栀黄注射液。
2009年2月9日至10日，青海省大通回族土族自治县发生了“双黄连注射液事件”。3名患者在使用双黄连注射液后出现呼吸困难、发热等症状，其中一名62岁的女性患者不幸身亡。调查认为，该事件是由于外源性致病原突然入血所致。此后的2017年8月，山西振东安特生物制药有限公司的红花注射液和江西青峰药业有限公司的喜炎平注射液，因监测到多例寒战、发热等严重不良反应，被食药监总局勒令召回，再次引发了公众对中药注射剂安全性的广泛关注和讨论。
2025年5月，阜陽又有一男子在注射刺五加注射液後身亡。

### 原因
有综述论文总结认为，中药注射剂的不良反应产生原因主要包括以下五个方面：直接使用的给药途径、中药注射剂的成分复杂且研究不足、中药原料质量参差不齐、工艺与质量控制不稳定、以及临床使用不当。这些因素共同导致了中药注射剂在临床应用中存在较大的安全风险。
传统中药通常为口服给药，可以通过生理屏障和肝脏首过效应消除一些不需要的有害物质。然而，注射使得中药提取物能够绕过这些屏障直接进入人体。虽然这种方式起效迅速，但也大大增加了副作用的风险。例如，注射给药会使得中药中的半抗原类物质直接进入血液循环，与血液内的蛋白质结合，从而导致过敏反应的发生。
在成分方面，中药注射剂包含了成分复杂的天然产物提取物，而非成分明确的单一化合物，这导致难以对其所有活性成分进行完全的研究。同时，限于研发时的科研水平，大多数中药注射剂都只进行了对有效成分和有害杂质的粗略研究。因此，中药注射剂的安全性和有效性难以保证。
药代动力学研究的不充分同样导致了中药注射剂的风险。中药注射剂的药代动力学研究需要包括中药组分间的相互作用和其与其他化学药物的相互作用。然而，由于大多数中药注射剂成分复杂、药效的物质基础未知，其药代动力学研究比化学药物困难得多。因此，当前中药注射剂的药代动力学研究并不充分，尤其是在人体内的药代动力学研究，这同样导致了临床使用存在不可控的风险。
原材料管理不够严格同样是不良反应发生的原因。中药注射剂需要直接从药材中提取原料，因此会受环境、产地、种植、采集、收获和初加工等因素的影响。产地和采收时间的差异直接影响中药材的有效成分。例如，浙江产的贝母与四川产的贝母虽然均属于贝母属，但治疗效果却不尽相同。此外，药材名称、来源物种学名、常用中文名之间的混淆，也是影响原材料控制的因素。
中药注射剂的生产工艺直接影响其安全性和功效。相较于化学药品，中药注射剂的生产工艺更加复杂，对质量控制提出了更高的要求。目前，一些中药注射剂仍使用传统的生产方法，可能导致有效成分损失、有害物质去除不充分，以及因工艺设计不当导致成分之间相互反应等问题。此外，早期大多数中药注射剂的制备工艺简单而粗糙，使得质量控制更加困难。例如，同一种清开灵中药注射剂的质量在不同公司之间可能存在很大差异，甚至同一公司生产的不同批次注射剂的质量也可能不一致。又例如，曾有研究发现12家不同公司生产的双黄连注射液成分含量不统一，其中绿原酸和连翘苷含量差异较大。
最后，除了研发与生产环节外，临床上的不合理使用同样造成了中药注射剂的不良反应。首先，部分滥用可能是由不规范的药品说明书所致。作为合理用药的重要依据，药品说明书应包含详细的药品成分、临床用法和注意事项等信息。然而，中药注射剂的说明书往往信息缺乏，对临床指导帮助有限。其次，医生可能缺乏中医知识。由于中药注射剂仍属于中药，因此临床使用时仍需要遵循中医理论辨证论治，不恰当的使用不仅可能导致治疗效果不佳，还可能引发不良反应。此外，诸如溶剂的选择、给药速度、药物配伍、给药途径和剂量等其他临床因素，也可能引起不良反应。

## 管理与再评价
早期中药注射剂的审批门槛较低，大多数中药注射剂在安全性和有效性方面没有深入研究。近年来，政府更加重视中药注射剂的质量问题。根据2017年发布的《关于深化审评审批制度改革鼓励药品医疗器械创新的意见》，为了全面评估化药和中药注射剂的安全性、有效性和质量可控性，企业必须在审批时和上市后开展产品成份、作用机理和临床疗效研究，评估其安全性、有效性和质量可控性。
目前，中药注射剂的再评价工作已经取得了积极的进展。截至2022年7月11日，国家药品监督管理局发布公告修订了31种中药注射剂的说明书内容；而从应用性成果来看，自2017年以来，中药注射剂引起的不良反应比例有了持续的显著下降。

### 安全性和有效性评估
通常，药物在批准前，必须在数百至数千名患者中进行严格科学的临床试验。然而，限于早期的研究水平和技术条件，大多数中药注射剂在获批前并未经过严格的临床试验。截至2022年7月6日，在128种获批的中药注射剂中，仅有21种在ClinicalTrials.gov数据库中有相关临床试验信息。此外，中药注射剂在临床上常与其他化学药物联合使用。如果不清楚中药注射剂的单独疗效，就难以区分它们在联合治疗中的实际贡献。因此，需要使用可靠和科学的证据来评估单独使用中药注射剂的疗效。
经质量研究明确结构的成份，应当在指纹图谱中得到体现，一般不低于已明确成份的90％，对于不能体现的成份应有充分合理的理由。
明确中药注射剂的物质基础是评价其临床疗效和安全性的前提。2006年，《中药、天然药物注射剂基本技术要求》对中药注射剂的成分提出了要求，被统称为“689原则”。有研究总结认为，一些中药注射剂已经满足了“689原则”的要求，有些甚至达到了更高的标准。
药代动力学研究药物作用机制和体内过程，为临床用药提供科学指导。近年来，为了对中药注射剂进行再评价，开展了一些临床前和临床药代动力学研究。然而，大多数研究集中在临床前阶段，距离指导临床合理用药还相去甚远。
循证医学是评价中药注射剂疗效的另一重要手段。在此方面，每年都有大量与中药注射剂相关的随机对照试验和荟萃分析研究发表。此外，2016年建立的专业中医临床证据数据库（EVDS）同样可以成为中药注射剂的临床有效性评价的重要参考工具。

### 质量管理
由于剂型的特殊性，中药注射剂相较于其他中药对一致性和可控性有着更高的要求。中药注射剂的质量管理包括药材原料和生产工艺两个方面。
2002年，首版《中药材生产质量管理规范》发布，通过使用良好农业规范（GAP）来控制中药材质量，截至2016年2月，129家企业的167种中药材通过了GAP认证。但由于在持续管理中发挥的作用有限，这一GAP于2016年被取消。2022年，新的GAP认证发布，与旧版相比，新发布的规范进一步细化了中药材的全过程质量管理。
在生产环节，企业被要求加快向更先进和科学的生产工艺转型，并建立完善的追溯系统。其中在2016年，国家药品监督管理局明确了企业实现药品可追溯的要求。质量追溯系统是指记录从生产到上市的药品信息，以快速有效地追溯任何质量问题，这一追溯系统将有利于中药注射剂的质量管理。

## 观点
作为一类备受争议的药物，关于中药注射剂的讨论中存在大量截然不同的观点。中国工程院院士、中国中医科学院首席研究员李连达曾对南方周末记者表示：“对于中药注射剂，一直存在两种截然相反的声音——一方建议彻底禁用，另一方要求大力发展。”
支持者认为，中药注射剂具有一定的临床价值和创新意义，应当给予重视和进一步的研究。北京中医药大学东直门医院赵进喜教授等多位中医普遍以临床案例认可其临床价值，但同时也强调应当依据中医理论辨证使用。北京中医药大学教授吴嘉瑞肯定了中药注射剂的临床疗效，认为不应片面夸大其危害，并支持推进上市后评价研究。
反对者则对中药注射剂的安全性、有效性和理论依据提出了质疑。媒体人王志安曾发微博质疑中药注射液的安全性，并列出名单呼吁公众避免使用，引发了舆论关注。复旦儿童医院医生黄剑峰警告，中药提纯相当困难，因此注射剂内的杂质会加大不良反应几率，药物有效性也存疑。北京中医医院主任医师刘树春指出，中药注射剂的成分复杂、生产材料工艺粗糙是造成副作用频发的原因。甚至有部分观点认为，中药注射剂应当完全废止。如科普作家方舟子曾批评中药注射剂“不中不洋”，风险巨大，疗效未经证实，且有更安全的替代品，建议完全禁用。原国家药品监督管理局市场司司长骆诗文也认为，中药注射剂是搞西医的人研发出来的，不符合中医的理论，应当封杀。
此外，也有一些偏向于中立的观点，同时指出了中药注射剂的优势与问题。原国家中医药管理局副局长任德权提到，中药注射剂是中药现代化的标志性成果之一，许多中药注射剂有着特殊治疗意义；但相比西药注射剂，中药注射剂研究难度高，现代基础研究、生产技术与管理参差不齐。中国中医科学院针灸研究所王宏才主任医师认为，中药注射剂有着创新之处，但对其滥用则违背了辨证论治的思想，不应提倡。中国工程院院士张伯礼则表示，《新冠肺炎诊疗方案》中列入的中药注射剂切实有效，但中药注射剂整体上存在“好坏不分，鱼目混珠”的情况，呼吁推进上市后再评价工作，推广安全有效的药物，淘汰安全、疗效无保证的品种。